# ميدالية الكونغرس الذهبية

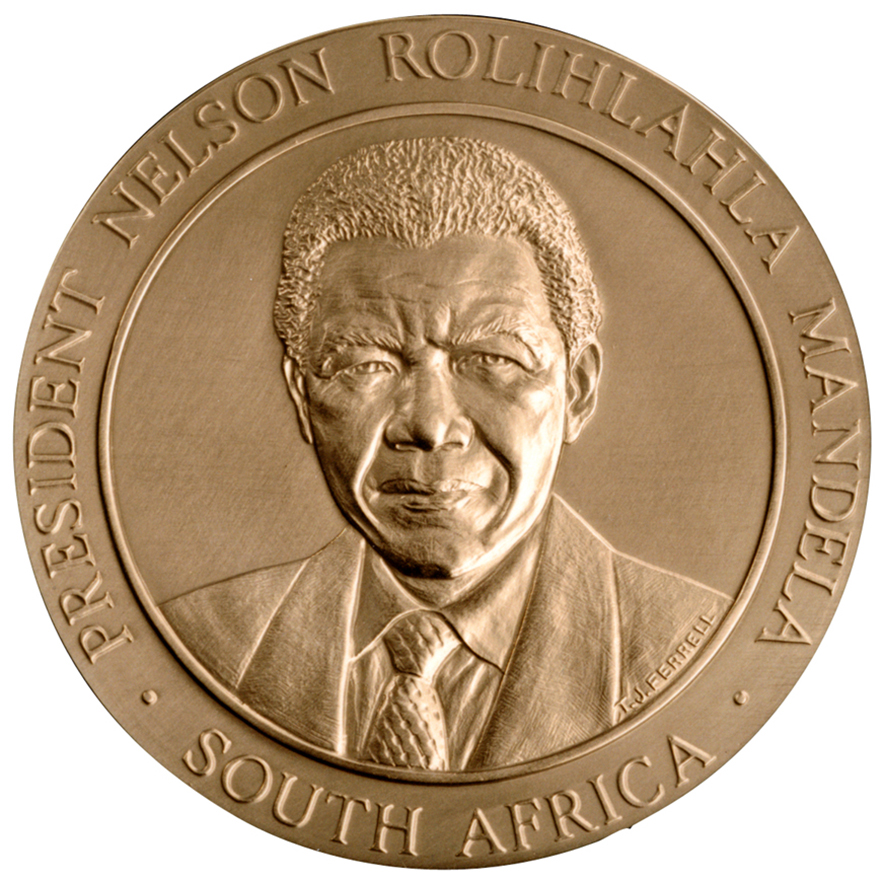
الميدالية الذهبية التي منحت عام 1998 للسياسي الجنوب أفريقي نيلسون مانديلا

ميدالية الكونغرس الذهبية (بالإنجليزية: Congressional Gold Medal)‏ هي أرفع الجوائز التي يمنحها الكونغرس الأمريكي، وواحدة من أرفع الجوائز المدنية في الولايات المتحدة إلى جانب وسام الحرية الرئاسي.
منحت الميدالية لأول مرة من قبل المؤتمر القاري في 25 مارس 1776 إلى الجنرال ورئيس الجيش القاري، جورج واشنطن. حتى أواسط القرن التاسع عشر إنحصر نيل الجائزة بالأساس على قادة عسكريين ممن أسهموا في حروب ومعارك الولايات المتحدة، بالذات حرب الإستقلال، وحرب 1812 والحرب المكسيكية الأمريكية. في عام 1858 منحت الجائزة إلى الطبيب البريطاني فريدريك روز، مكافأة له على مده ليد العون إلى البحارة الأمريكيون، في سابقة من نوعها حيث كان أول من يحوز على الميدالية من خارج القوات المسلحة الأمريكية. في تلك الفترة، صدرت ميدالية الشرف في الولايات المتحدة والتي تُمنح بناءاً على إنجازات عسكرية، فيما أصبحت ميدالية الكونغرس الذهبية تمنح للمدنيين، كالفنانين، والرياضيين، والسياسيين، ورجال الأعمال، ورجال دين وغيرهم.